# Samantha Shannon
Pour les articles homonymes, voir Shannon.
Œuvres principales
- Série Bone Season
- Le Prieuré de l'Oranger

Samantha Shannon, née le 8 novembre 1991 à Londres en Angleterre, est une romancière et nouvelliste britannique de fantasy et de romance paranormale.

## Biographie
Samantha Shannon naît à Hammersmith, Londres en novembre 1991 et grandit à Ruislip. Elle fréquente Bishop Ramsay, l'école publique locale. Lors de la publication de son premier roman en 2013, son beau-père, Mike, est plombier et sa mère, Amanda, travaille comme responsable de la santé et de la sécurité pour une entreprise de transformation du verre. Son père est un policier à la retraite et elle a quatre demi-frères et sœurs.
Enfant, son livre préféré est Dragon Rider de Cornelia Funke. Elle commence à dévorer la fiction fantastique à partir d'Harry Potter à l'école des sorciers. Le succès rencontré par J.K. Rowling lui donne envie de devenir à son tour une autrice publiée. Elle commence à écrire à l'âge de quinze ans, lorsqu'elle rédige son premier roman, Aurora, qui reste non publié.
Samantha Shannon étudie ensuite la langue et la littérature anglaise au St Anne's College d'Oxford,. Elle obtient son diplôme en 2013.
Elle vit actuellement à Londres.

## Carrière
En 2012, elle signe un contrat de publication à six chiffres avec Bloomsbury Publishing, qui a fait une offre après la Foire du livre de Londres, pour publier les trois premiers livres d'une série de sept livres, en commençant par Saison d'os (The Bone Season). Situés en 2059, les événements du roman se déroulent dans un Londres gouverné par une « force de sécurité » appelée Scion et un Oxford devenu une immense prison. À la suite de la publication de ce roman, Samantha Shannon est comparée favorablement à J. K. Rowling. Les droits cinématographiques de The Bone Season sont achetés par la société cinématographique d'Andy Serkis, The Imaginarium Studios, en novembre 2012.
Le Prieuré de l'Oranger, un roman fantastique, est publié en 2019 par Bloomsbury Publishing. Ce roman est nommé par Collider comme un livre saphique qui devrait être transformé en une émission ou un film. Le Prieuré de l'Oranger est parfois comparé à un Game of thrones au féminin. Samantha Shannon est ainsi comparée à l'écrivain George R. R. Martin. Une préquelle, Un jour de nuit tombée, est publiée en février 2023. Ayant initialement prévu de n'écrire qu'un seul livre dans cet univers, Samantha Shannon appelle la série The Roots of Chaos, déclarant qu'il y aurait d'autres histoires à raconter.

## Prises de position
L'œuvre de Samantha Shannon est un combat féministe. Elle regrette notamment l'absence des femmes, en tant qu'auteure ou principale  protagoniste, parmi les listes des meilleurs livres fantastiques. C'est à partir de la saga Harry Potter, écrite par J.K. Rowling, qu'elle prend conscience que les femmes peuvent aussi créer des mondes imaginaires. Son but est donc de féminiser le genre de la fantasy, qu'elle considère comme étant « intimement lié au patriarcat depuis très longtemps ». Dans Le Prieuré de l'Oranger, elle réinvente ainsi la légende de Saint Georges et du Dragon en démantelant le cliché de la femme qui attend d'être secourue.
Outre la misogynie, elle traite aussi le thème de l'homophobie. Ainsi, dans Le Prieuré de l'Oranger, elle raconte une romance entre deux femmes. Le livre est donc classé comme étant de la fantasy saphique. C'est d'ailleurs lors de l'écriture de ce premier tome de la série Roots of Chaos qu'elle réalise qu'elle n'est pas hétérosexuelle.

## Vie privée
Samantha Shannon a déclaré qu'il lui était difficile trouver un terme qui pourrait définir son orientation sexuelle. Cependant, elle s'identifie comme queer et est attirée par les femmes.

## Œuvres

### SérieBone Season
- La Rêveuse pâle, De Saxus, 2020 ((en) The Pale Dreamer, 2017), trad. Benjamin Kuntzer, 92 p.  (ISBN 978-2-37876-028-1)Nouvelle préquelle à la série, disponible dans l'édition anniversaire révisée par l'autrice du tome 1 et sous format électronique

1. Saison d'os, J'ai lu, 2014 ((en) The Bone Season, 2013), trad. Benjamin Kuntzer, 576 p.  (ISBN 978-2-290-07104-5)Réédition, De Saxus, 2020, 667 p. (ISBN 978-2-37876-091-5)
2. L'Ordre des Mimes, De Saxus, 2021 ((en) The Mime Order, 2015), trad. Benjamin Kuntzer, 618 p.  (ISBN 978-2-37876-109-7)
3. Le chant se lève, De Saxus, 2021 ((en) The Song Rising, 2017), trad. Benjamin Kuntzer, 604 p.  (ISBN 978-2-37876-076-2)
4. Le masque tombe, De Saxus, 2022 ((en) The Mask Falling, 2021), trad. Benjamin Kuntzer, 640 p.  (ISBN 978-2-37876-193-6)
5. Le Miroir sombre, De Saxus, 2025 ((en) The Dark Mirror, 2025), trad. Benjamin Kuntzer, 623 p.  (ISBN 978-2-37876-692-4)

### SérieRoots of Chaos
1. Le Prieuré de l'Oranger, De Saxus, 2019 ((en) The Priory of the Orange Tree, 2019), trad. Jean-Baptiste Bernet et Benjamin Kuntzer, 992 p.  (ISBN 978-2-37876-037-3)Réédition en deux tomes, J'ai lu, coll. « Fantasy » nos 13109 et 13192, 2021, 608 p. et 608 p. (ISBN 978-2-290-25317-5 et 978-2-290-25585-8)
2. Un jour de nuit tombée, De Saxus, 2023 ((en) A Day of Fallen Night, 2023), trad. Benjamin Kuntzer, 1150 p.  (ISBN 978-2-37876-254-4)Réédition en deux tomes, J'ai lu, coll. « Fantasy » no 14075 et 14092, 2024, 512 p. et 702 p. (ISBN 978-2-290-39733-6 et 978-2-290-39732-9)